# Kirribilli, New South Wales

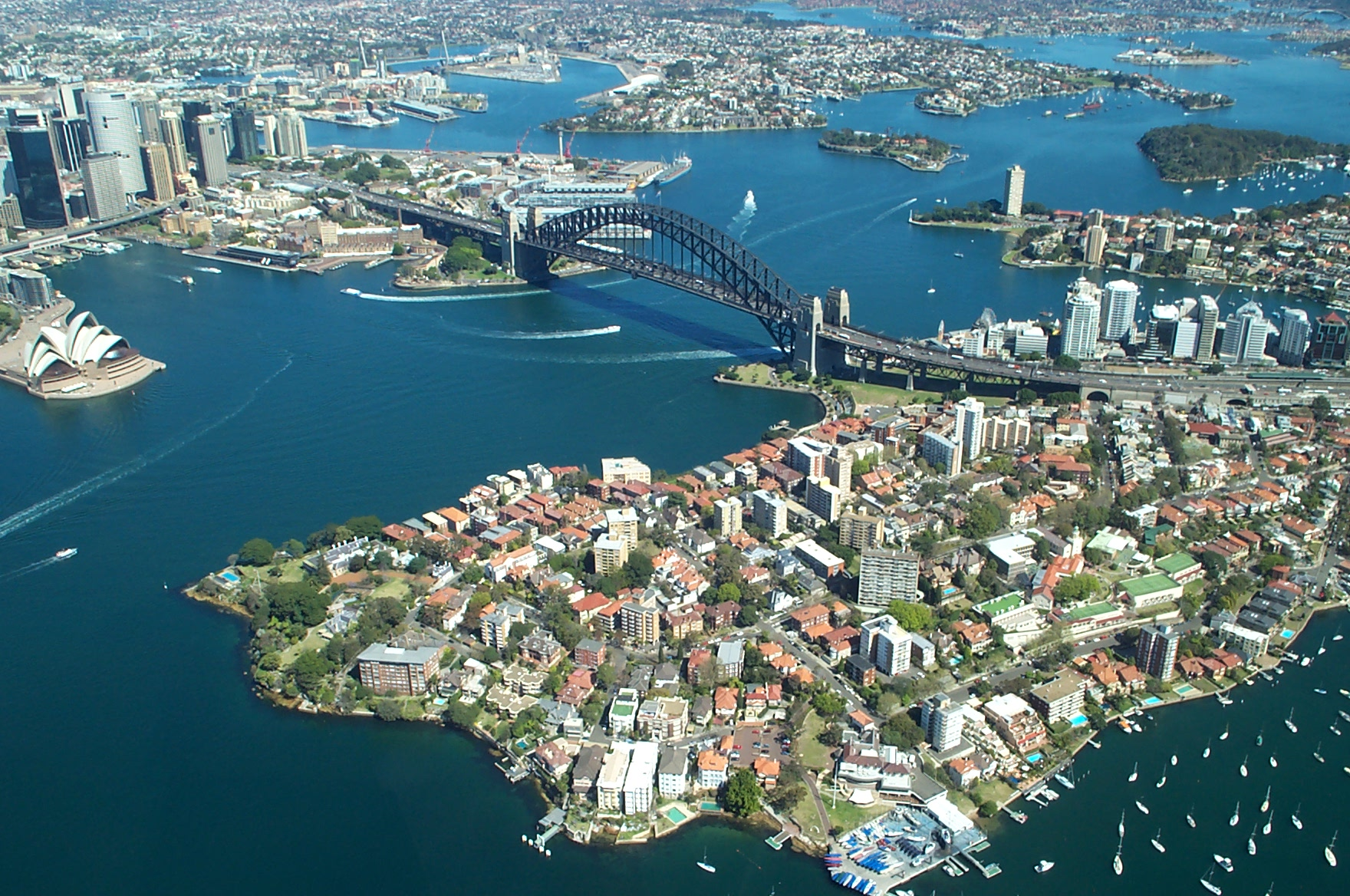
Kirribilli

Kirribilli este o suburbie în Sydney, Australia.